# Mount Stent
Mount Stent är ett berg i Antarktis. Det ligger i Östantarktis. Australien gör anspråk på området. Toppen på Mount Stent är 2 014 meter över havet.
Terrängen runt Mount Stent är kuperad åt nordväst, men åt sydost är den platt. Trakten är obefolkad. Det finns inga samhällen i närheten.